# Гусовський Сергій Володимирович
Сергі́й Володи́мирович Гусо́вський (22 лютого 1915, Радомишль — 30 жовтня 1983, Київ) — український радянський діяч, генеральний директор Київського заводу «Арсенал», Герой Соціалістичної Праці (3.04.1975). Депутат Верховної Ради УРСР 10-го скликання. Кандидат технічних наук (1971).

## Біографія
Народився 22 лютого 1915 року у місті Радомишлі Київської губернії (тепер Житомирська область) у родині вчителя. У 1928 році родина переїхала в село Веприн Радомишльського району. Трудову діяльність розпочав у 1930 році колгоспником колгоспу імені Петровського Радомишльського району на Житомирщині.
З 1932 по 1933 рік навчався на Київському машинобудівному робітничому факультеті, з 1933 року — студент Київського індустріального інституту.
У 1938—1941 роках — інженер відділу технічного контролю, начальник сектора, начальник зміни, помічник начальника цеху, заступник начальника цеху Київського заводу «Арсенал».
У 1939 році закінчив Київський індустріальний інститут.
Член ВКП(б) з 1940 року.
З 1941 року — в евакуації: начальник механічного цеху на заводі міста Воткінська Удмуртської АРСР. З 1942 року працював начальником технологічного відділу в Спеціальному конструкторському бюро (СКБ) (КБМ, місто Коломна Московської області). З 1943 по 1949 рік — головний інженер СКБ НКВС. Під його керівництвом виготовлені і пройшли всі види випробувань 160-мм міномета М-160 і 240-мм міномета М-240.
У травні 1949 році переведений на Київський завод «Арсенал»: начальник цеху, начальник лабораторії, начальник виробничого відділу, заступник головного інженера із підготовки виробництва, головний конструктор — заступник начальника центрального конструкторського бюро. З червня 1962 року — начальник центрального конструкторського бюро, заступник головного інженера Київського заводу «Арсенал».
У 1966—1975 роках — директор Київського заводу «Арсенал» імені Леніна. З січня 1975 по жовтень 1983 року — генеральний директор Київського виробничого об'єднання «Завод «Арсенал».

Могила Сергія Гусовського (скульптор В. І. Зноба, архітектор О. К. Стукалов)

Похований на Байковому кладовищі (ділянка № 7).

## Родина
Онук, Гусовський Сергій Михайлович — депутат Київради VII та VIII скликань.

## Нагороди
- Герой Соціалістичної Праці (3.04.1975)
- У числі державних нагород — три ордени Леніна (15.06.1964, 3.04.1975), два ордени Червоної Зірки (18.11.1944, 16.09.1945), орден Вітчизняної війни І ст.
- Ленінська премія (1982).
- Державна премія (1970).

## Пам'ять

Анотаційна дошка на вулиці Гусовського

У 1985 році в Києві на честь Сергія Гусовського перейменовано вулицю Кловську. У 2002 році на ній, на будинку № 1, встановлено анотаційну дошку, автор: Крилов Борис.